# Torneio de Roland Garros de 2014
O Torneio de Roland Garros de 2014 foi um torneio de tênis disputado nas quadras de saibro do Stade Roland Garros, em Paris, na França, entre 25 de maio e 8 de junho. Corresponde à 47ª edição da era aberta e à 113ª de todos os tempos.
Rafael Nadal defende o título de campeão no simples masculino enquanto Serena Williams defendia sua conquista na chave de simples feminino.

## Pontuação e premiação

### Distribuição de pontos
ATP e WTA informam suas pontuações em Grand Slam, distintas entre si, em simples e em duplas. A ITF responde exclusivamente pelos juvenis e cadeirantes.
Considerados torneios amistosos, os de duplas mistas e lendárias não geram pontos.
No juvenil, os simplistas jogam duas fases de qualificatório, mas só os que passam à chave principal pontuam. Em duplas, a pontuação é por jogador. A partir da fase com 16, os competidores recebem pontos adicionais de bônus (os valores da tabela já somam as duas pontuações).
Este é o primeiro ano que WTA e ITF, no juvenil, usam esse sistema de pontos.

#### Profissional
| Evento            | V    | F    | SF  | QF  | R16 | R32 | R64 | R128 | Q  | Q3 | Q2 | Q1 |
| Simples masculino | 2000 | 1200 | 720 | 360 | 180 | 90  | 45  | 10   | 25 | 16 | 8  | 0  |
| Duplas masculinas | 2000 | 1200 | 720 | 360 | 180 | 90  | 0   | —    | —  | —  | —  | —  |
| Simples feminino  | 2000 | 1300 | 780 | 430 | 240 | 130 | 70  | 10   | 40 | 30 | 20 | 2  |
| Duplas femininas  | 2000 | 1300 | 780 | 430 | 240 | 130 | 10  | —    | —  | —  | —  | —  |

| Evento            | V   | F   | SF  | QF  | R16 | R32 | R64 | Q  | Q2 | Q1 |
| Simples Masculino | 375 | 270 | 180 | 120 | 75  | 30  | 25* | 20 | 0  | 0  |
| Simples Feminino  | 375 | 270 | 180 | 120 | 75  | 30  | 25* | 20 | 0  | 0  |
| Duplas Masculinas | 270 | 180 | 120 | 75  | 45  | 0   | —   | —  | —  | —  |
| Duplas Femininas  | 270 | 180 | 120 | 75  | 45  | 0   | —   | —  | —  | —  |

| Evento  | V   | F   | SF  | QF  |
| Simples | 800 | 500 | 375 | 100 |
| Duplas  | 800 | 500 | 100 | —   |

### Premiação
A premiação geral aumentou 13,5% em relação a 2013. Os títulos de simples tiveram um acréscimo de € 150.000 cada.
O número de participantes em simples se difere somente na fase qualificatória (128 homens contra 96 mulheres). Os valores para duplas são por par. Diferentemente da pontuação, não há recompensa aos vencedores do qualificatório.
As duplas lendárias jogam três eventos: acima e abaixo de 45 anos no masculino e sem limite de idade no feminino. Homens ganham mais que as mulheres. Os juvenis não são pagos.
| Evento                          | V           | F         | SF        | QF        | Últimos 16 | Últimos 32 | Últimos 64 | Últimos 128 | Q3        | Q2        | Q1        |
| Contemplados                    | 1           | 1         | 2         | 4         | 8          | 16         | 32         | 64          | 16H / 12M | 32H / 24M | 64H / 48M |
| Simples (2)                     | € 1.650.000 | € 825.000 | € 412.500 | € 220.000 | € 125.000  | € 72.000   | € 42.000   | € 24.000    | € 11.000  | € 5.500   | € 2.750   |
| Duplas (2)                      | € 400.000   | € 200.000 | € 100.000 | € 55.000  | € 31.000   | € 17.000   | € 8.500    | —           | —         | —         | —         |
| Duplas mistas                   | € 110.000   | € 55.500  | € 27.750  | € 14.000  | € 7.500    | € 3.750    | —          | —           | —         | —         | —         |
| Simples cadeirante (2)          | € 22.000    | € 11.000  | € 6.000   | € 3.500   | —          | —          | —          | —           | —         | —         | —         |
| Duplas cadeirantes (2)          | € 7.000     | € 3.500   | € 2.100   | —         | —          | —          | —          | —           | —         | —         | —         |
| Duplas lendárias masculinas (2) | € 42.000    | € 29.000  | € 23.000* | € 18.000* | —          | —          | —          | —           | —         | —         | —         |
| Duplas lendárias femininas      | € 37.000    | € 27.500  | € 23.000* | € 18.000* | —          | —          | —          | —           | —         | —         | —         |

Total dos eventos: € 23.968.900
Per diem (estimado): € 1.050.000
Total da premiação: € 25.018.900

## Finais

### Profissional
| Categoria | Evento    | Campeã(s)(o/ões)                        | Vice-campeã(s)(o/ões)        | Resultado          | Chave(s)  | Chave(s)       |
| --------- | --------- | --------------------------------------- | ---------------------------- | ------------------ | --------- | -------------- |
| Simples   | Masculino | Rafael Nadal                            | Novak Djokovic               | 3–6, 7–5, 6–2, 6–4 | principal | qualificatório |
| Simples   | Feminino  | Maria Sharapova                         | Simona Halep                 | 6–4, 56–7, 6–4     | principal | qualificatório |
| Duplas    | Masculino | Julien Benneteau Édouard Roger-Vasselin | Marcel Granollers Marc López | 6–3, 7–61          | principal | principal      |
| Duplas    | Feminino  | Hsieh Su-wei Peng Shuai                 | Sara Errani Roberta Vinci    | 6–4, 6–1           | principal | principal      |
| Duplas    | Misto     | Anna-Lena Grönefeld Jean-Julien Rojer   | Julia Görges Nenad Zimonjić  | 4–6, 6–2, [10–7]   | principal | principal      |

### Juvenil
| Categoria | Evento    | Campeã(s)(o/ões)                | Vice-campeã(s)(o/ões)                | Resultado        | Chave(s)  | Chave(s)       |
| --------- | --------- | ------------------------------- | ------------------------------------ | ---------------- | --------- | -------------- |
| Simples   | Masculino | Andrey Rublev                   | Jaume Munar                          | 6–2, 7–5         | principal | qualificatório |
| Simples   | Feminino  | Darya Kasatkina                 | Ivana Jorović                        | 56–7, 6–2, 6–3   | principal | qualificatório |
| Duplas    | Masculino | Benjamin Bonzi Quentin Halys    | Lucas Miedler Akira Santillan        | 6–3, 6–3         | principal | principal      |
| Duplas    | Feminino  | Ioana Ducu Ioana Loredana Roșca | Catherine Bellis Markéta Vondroušová | 6–1, 5–7, [11–9] | principal | principal      |

### Cadeirante
| Categoria | Evento    | Campeã(s)(o/ões)               | Vice-campeã(s)(o/ões)            | Resultado         | Chave     |
| --------- | --------- | ------------------------------ | -------------------------------- | ----------------- | --------- |
| Simples   | Masculino | Shingo Kunieda                 | Stéphane Houdet                  | 6–4, 6–1          | principal |
| Simples   | Feminino  | Yui Kamiji                     | Aniek van Koot                   | 7–67, 6–4         | principal |
| Duplas    | Masculino | Joachim Gérard Stéphane Houdet | Gustavo Fernández Nicolas Peifer | 4–6, 6–3, [11–9]  | principal |
| Duplas    | Feminino  | Yui Kamiji Jordanne Whiley     | Jiske Griffioen Aniek van Koot   | 7–63, 3–6, [10–8] | principal |

### Outros eventos
| Categoria        | Evento                      | Campeã(s)(o/ões)                  | Vice-campeã(s)(o/ões)          | Resultado        | Chave     |           |
| ---------------- | --------------------------- | --------------------------------- | ------------------------------ | ---------------- | --------- | --------- |
| Duplas lendárias | Masculino acima de 45 anos  | John McEnroe Patrick McEnroe      | Andrés Gómez Mark Woodforde    | 4–6, 7–5, [10–7] | principal | principal |
| Duplas lendárias | Masculino abaixo de 45 anos | Mansour Bahrami Fabrice Santoro   | Arnaud Clément Nicolas Escudé  | 6–2, 2–6, [11–9] | principal | principal |
| Duplas lendárias | Feminino                    | Kim Clijsters Martina Navrátilová | Nathalie Dechy Sandrine Testud | 5–7, 7–5, [10–7] | principal | principal |